# Guamá
Guamá (död omkring 1532) var en rebelledare ur Taínostammen som ledde uppror mot det spanska styret i Kuba från 1522 till sin död.
Efter den spanske guvernören Diego de Velázquez död inträffade en rad indianska uppror. Omkring 1530 hade Guamá omkring 50 krigare och han fortsatte att rekrytera mer fredliga yndios. Upproren inträffade i huvudsak i de vidsträckta skogarna i Çaguaområdet, nära Baracoa i de östligaste delarna av Kuba. Det inträffade även uppror längre söderut och västerut i Sierra Maestra.
Guamá förråddes och mördades av sin bror Oliguama efter att Guamá hade rövat bort Oliguamas kvinna.